# Abulhasan Alakbarzade
 (février 2024).
Abulhasan Alakbarzade (en azéri: Əbülhəsən  Əlibaba oğlu Ələkbərzadə; né le 27 février 1904 à Basqal, district de Abulhasan Alakbarzade, district de Chamakhi, en Azerbaїdjan et mort le 20 mai 1986 à Bakou) est un écrivain du peuple de la RSS d'Azerbaïdjan (1979).

## Biographie
Abulhasan  Alibala oghlu Alakbarzade étudie à Basqal pendant quatre ans dans une école russo-tatare, puis suit une formation d'enseignant de trois mois. En 1921, il entre au Séminaire des professeurs de Bakou et commence à enseigner à Derbent. En 1932, il est diplômé de l'Institut pédagogique de Bakou.
Il travaille comme rédacteur en chef du Comité cinématographique azerbaïdjanais et occupe à deux reprises le poste de rédacteur en chef du magazine azerbaïdjanais Azerbaїdjan. Pour ses activités militaires et littéraires et sociales, il reçoit l'ordre du Drapeau rouge du travail (1966, 1971, 1976), des ordres honorifiques et des médailles de guerre.

## Œuvre
Au cours des premières années de son activité littéraire A. Abulhasan écriait des vers. En 1925-27, ses poèmes Montagnes, Chahbuzdaghi, Pluies printanières, Près de Gasimkendi, Confession, et d'autres poèmes ont été publiés dans le magazine Maarif yolu. Ces œuvres sont de nature lyrique, composées principalement de peintures sur la nature. 
Le roman Le monde s'écroule , écrit en 1933, décrit le processus de la prise du pouvoir par les travailleurs azerbaïdjanais. Cet ouvrage est plusieurs fois repris et amélioré par A. Abulhasan. En 1980, il en publie la fin sous le titre Trois ans plus tard. 

## Livres
- Œuvres sélectionnées : en 3 volumes. Bakou : Azernashr, 1984-1985.
- Le monde s' écroule,  1984, 388 p.
- Les petits-enfants de la vieille Tamasha (nouvelle ), 1984, 276 p.
- Timide
- Loyauté (roman), 1985, 240 p.[5]